# Legendary Pictures
Legendary Pictures, Inc. (іноді зазначається, як Legendary Entertainment) — американська кінокомпанія заснована у 2000 Томасом Туллом. Головний офіс знаходиться у місті Бюрбанк, штат Каліфорнія. Компанія має семирічний контракт з «Warner Brothers» на виробництво, спільне фінансування і продюсування сорока кінофільмів. Контракт набрав чинності у 2005 році. З 2016 року Legendary Pictures є підрозділом китайського конгломерату Wanda Group.
Першим повнометражним фільмом компанії був фільм Бетмен: Початок, який вийшов на широкий екран у 2005 році.
«Legendary Pictures» була першою компанією, яка почала отримувати фінансування від найбільших привітних хедж-фондів під конкретні фільми. Серед інвесторів «Legendary Pictures» значаться: ABRY Partners, AIG Direct Investments, Bank of America Capital Investors, Columbia Capital, Falcon Investment Advisors та M/C Venture Partners.
У 2009 році «Legendary Pictures» анонсувала, що відкриє студію по виробництву комп'ютерних ігор. Це рішення здивувало багатьох фахівців, адже попередні спроби голлівудських компаній зайнятися виробництвом ігор закінчувались невдало.

## Фільмографія
| Рік               | Назва                               | Режисер                      | Спільно з | Дистриб'ютор             | Касові збори    | Ref.          |
| ----------------- | ----------------------------------- | ---------------------------- | --- | ------------------------ | --------------- | ------------- |
| 2005              | Бетмен: Початок                     | Крістофер Нолан              | Syncopy | Warner Bros.             | $374,218,673    | [ 1 ]         |
| 2006              | Повернення Супермена                | Браян Сінгер                 | Bad Hat Harry / Peters Entertainment                                                                                      | Warner Bros.             | $391,081,192    | [ 2 ]         |
| 2006              | Дівчина з води                      | М. Найт Ш'ямалан             | Blinding Edge Pictures | Warner Bros.             | $72,785,169     | [ 3 ]         |
| 2006              | Гроза мурашок                       | Джон А Девіс                 | Playtone / DNA Productions                                                                                                | Warner Bros.             | $55,181,129     | [ 4 ]         |
| 2006              | Пивний бум                          | Джей Чандрасекхар            | Gerber Pictures / Cataland Films / Broken Lizard                                                                          | Warner Bros.             | $20,387,597     | [ 5 ]         |
| 2006              | Ми — одна команда                   | Макджі                       | Thunder Road Films / Wonderland Sound and Vision                                                                          | Warner Bros.             | $43,545,364     | [ 6 ]         |
| 2006              | 300 спартанців                      | Зак Снайдер                  | Virtual Studios | Warner Bros.             | $456,068,181    | [ 7 ]         |
| 2008              | 10 000 років до нашої ери           | Роланд Еммеріх               | Centropolis | Warner Bros.             | $269,784,201    | [ 8 ]         |
| 2008              | Темний лицар                        | Крістофер Нолан              | Syncopy | Warner Bros.             | $1,004,558,444  | [ 9 ]         |
| 2009              | Хранителі                           | Зак Снайдер                  | Lawrence Gordon Productions                                                                                               | Warner Bros. / Paramount | $185,258,983    | [ 10 ]        |
| 2009              | Типу крутий охоронець               | Джоді Хілл                   | DeLine Pictures | Warner Bros.             | $26,973,554     | [ 11 ]        |
| 2009              | Похмілля у Вегасі                   | Тодд Філліпс                 | Green Hat Films | Warner Bros.             | $467,483,912    | [ 12 ]        |
| 2009              | Гаманець або життя                  | Майкл Догерті                | Bad Hat Harry | Warner Premiere          | —               | [ 13 ]        |
| 2009              | Там, де живуть чудовиська           | Спайк Джонз                  | Playtone / Village Roadshow Pictures                                                                                      | Warner Bros.             | $100,086,793    | [ 14 ]        |
| 2009              | Ніндзя-вбивця                       | Джеймс Мактіг                | Dark Castle Entertainment / Silver Pictures / Anarchos Productions                                                        | Warner Bros.             | $61,601,280     | [ 15 ]        |
| 2010              | Битва титанів                       | Луї Летер'є                  | Thunder Road Films / The Zanuck Company                                                                                   | Warner Bros.             | $493,214,993    | [ 16 ]        |
| 2010              | Джона Гекс                          | Джиммі Хайвагд               | Mad Chance / Weed Road Pictures                                                                                           | Warner Bros.             | $10,903,112     | [ 17 ]        |
| 2010              | Початок                             | Крістофер Нолан              | Syncopy | Warner Bros.             | $825,532,764    | [ 18 ]        |
| 2010              | Місто                               | Бен Аффлек                   | GK Films / Thunder Road Films                                                                                             | Warner Bros.             | $154,026,136    | [ 19 ]        |
| 2010              | Встигнути до                        | Тодд Філліпс                 | Green Hat Films | Warner Bros.             | $211,780,824    | [ 20 ]        |
| 2011              | Заборонений прийом                  | Зак Снайдер                  | Cruel and Unusual Films                                                                                                   | Warner Bros.             | $89,792,502     | [ 21 ]        |
| 2011              | Похмілля-2: з Вегаса до Бангкока    | Тодд Філліпс                 | Green Hat Films | Warner Bros.             | $581,464,305    | [ 22 ]        |
| 2012              | Гнів Титанів                        | Джонатан Лібесман            | Thunder Road Films | Warner Bros.             | $301,970,083    | [ 23 ]        |
| 2012              | Темний лицар повертається           | Крістофер Нолан              | Syncopy | Warner Bros.             | $1,081,041,287  | [ 24 ]        |
| 2013              | Джек — вбивця велетнів              | Браян Сінгер                 | New Line Cinema / Original Film / Big Kid Pictures / Bad Hat Harry                                                        | Warner Bros.             | $197,021,661    | [ 25 ]        |
| 2013              | 42                                  | Браян Хелгеленд              | — | Warner Bros.             | $85,382,143     | [ 26 ]        |
| 2013              | Похмілля: Частина III               | Тодд Філліпс                 | Green Hat Films | Warner Bros.             | $81,251,829     | [ 27 ]        |
| 2013              | Людина зі сталі                     | Зак Снайдер                  | Syncopy | Warner Bros.             | $668,045,518    | [ 28 ]        |
| 2013              | Тихоокеанський рубіж                | Гільєрмо дель Торо           | DDY | Warner Bros.             | $411,002,906    | [ 29 ]        |
| 2014              | 300 спартанців: Відродження імперії | Ноам Мюрро                   | Cruel and Unusual Films / Atmosphere Pictures / Hollywood Gang                                                            | Warner Bros.             | $337,580,051    | [ 30 ]        |
| 2014              | Ґодзілла                            | Ґарет Едвардс                | — | Warner Bros. / Toho      | $529,076,069    | [ 31 ]        |
| 2014              | Париж. Місто мертвих                | Джон Ерік Давдл              | — | Universal                | $41,898,409     | [ 32 ]        |
| 2014              | Дракула. Невідома історія           | Гарі Шор                     | Michael De Luca Productions                                                                                               | Universal                | $217,124,280    | [ 33 ]        |
| 2014              | Інтерстеллар                        | Крістофер Нолан              | Syncopy / Lynda Obst Productions                                                                                          | Paramount / Warner Bros. | $675,120,017    | [ 34 ]        |
| 2014              | Сьомий син                          | Сергій Бодров                | Thunder Road Pictures / Wigram Productions                                                                                | Universal                | $114,178,613    | [ 35 ]        |
| 2014              | Нескорений                          | Анджеліна Джолі              | Jolie Pas / 3 Arts Entertainment                                                                                          | Universal                | $163,278,357    | [ 36 ]        |
| 2015              | Хакер                               | Майкл Манн                   | Forward Pass | Universal                | $19,589,056     | [ 37 ]        |
| 2015              | Рій                                 | Девід Яровеський             | Midnight Road Entertainment / Witness Protection Films                                                                    | Nerdist                  | —               | [ 38 ]        |
| 2015              | Повсталі мерці                      | Зак Липовски                 | Contradiction Films / Di Bonaventura Digital                                                                              | Crackle / Content Media  | —               | [ 39 ]        |
| 2015              | Світ Юрського періоду               | Колін Треворров              | Amblin Entertainment | Universal                | $1,670,400,637  | [ 40 ]        |
| 2015              | Просто із Комптона                  | Фелікс Гері Грей             | New Line Cinema / Cube Vision / Crucial Films / Broken Chair Flickz                                                       | Universal                | $201,634,991    | [ 41 ]        |
| 2015              | Стів Джобс                          | Денні Бойл                   | Scott Rudin Productions / Mark Gordon Company / Entertainment 360 / Decibel Films / Cloud Eight Films                     | Universal                | $34,441,873     | [ 42 ]        |
| 2015              | Багряний пік                        | Гільєрмо дель Торо           | DDY | Universal                | $74,679,822     | [ 43 ]        |
| 2015              | Крампус: викрадач Різдва            | Майкл Догерті                | Zam Pictures | Universal                | $61,548,707     | [ 44 ]        |
| 2016              | Fastball                            | Джонатан Хок                 | Major League Baseball | Gravitas Ventures        | —               | [ 45 ]        |
| 2016              | Warcraft: Початок                   | Данкан Джонс                 | Atlas Entertainment | Universal                | $433,537,548    | [ 46 ]        |
| 2016              | Повсталі мерці: кінець (D)          | Пет Вільямс                  | DR2 / Contradiction Films                                                                                                 | Crackle                  | —               | [ 47 ]        |
| 2016              | Роздумування (D)                    | Міхаель Галахер              | — | YouTube Red              | —               | [ 48 ]        |
| 2016              | Спектральний аналіз (D)             | Нік Мат'є                    | — | Netflix                  | —               | [ 48 ]        |
| 2016              | Велика стіна (E)                    | Чжан Їмоу                    | Atlas Entertainment / Kava Productions / Le Vision Pictures                                                               | Universal / CFGC         | $331,957,105    | [ 49 ]        |
| 2017              | Конг: Острів Черепа                 | Джордан Вот-Робертс          | Tencent Pictures | Warner Bros.             | $559,015,391    | [ 50 ]        |
| 2017              | Flesh and Sand                      | Алехандро Гонсалес Іньярріту | ILMxLAB / Fondazione Prada                                                                                                | Distribution only        | —               | [ 50 ]        |
| 2018              | Тихоокеанський рубіж: Повстання     | Стівен С. ДеНайт             | DDY | Universal                | $290,930,148    | [ 51 ]        |
| 2018              | Світ Юрського періоду 2             | Хуан Антоніо Байора          | Amblin Entertainment / Perfect World Pictures / The Kennedy/Marshall Company                                              | Universal                | $1,308,467,944  | [ 52 ]        |
| 2018              | Хмарочос                            | Роусон Маршалл Тербер        | Flynn Picture Company / Seven Bucks Productions                                                                           | Universal                | $304,868,961    | [ 53 ]        |
| 2018              | Мамма Міа! 2                        | Ол Паркер                    | Littlestar / Playtone / Perfect World Pictures                                                                            | Universal                | $395,044,706    | [ 54 ]        |
| 2018              | Чорний куклукскланівець             | Спайк Лі                     | Blumhouse Productions / Monkeypaw Productions / 40 Acres and a Mule Filmworks / QC Entertainment / Perfect World Pictures | Focus Features           | $93,400,823     | [ 55 ]        |
| 2019              | Little                              | Тіна Гордон Чізм             | Will Packer Productions / Perfect World Pictures                                                                          | Universal                | $48,987,096     | [ 56 ]        |
| 2019              | Покемон. Детектив Пікачу            | Роб Леттерман                | The Pokémon Company | Warner Bros. / Toho      | $433,005,346    | [ 57 ]        |
| 2019              | Ґодзілла ІІ: Король монстрів        | Майкл Догерті                | Huahua Media | Warner Bros. / Toho      | $386,600,138    | [ 58 ]        |
| 2020              | Енола Голмс                         | Гаррі Бредбір                | PCMA Productions | Netflix                  | —               | [ 59 ]        |
| 2020              | Консольні війни                     | Джона Туліс                  | CBS Television Studios | CBS All Access           | —               |               |
| 2021              | Ґодзілла проти Конга                | Адам Вінгард                 | — | Warner Bros. / Toho      | $468,216,094    | [ 60 ]        |
| 2021              | Дюна                                | Дені Вільнев                 | Villeneuve Films / Warner Bros. Pictures                                                                                  | Warner Bros. Pictures    | $400,452,724    | [ 61 ]        |
| 2022              | Техаська різанина бензопилою        | Девід Блю Гарсія             | Bad Hombre / Exurbia Films                                                                                                | Netflix                  | —               | [ 62 ] [ 63 ] |
| 2022              | Фреш                                | Мімі Кейв                    | Hyperobject Industries | Searchlight Pictures     | —               | [ 64 ]        |
| 2022              | Енола Холмс 2                       | Гаррі Бредбір                | — | Netflix                  | —               |               |
| Box office total: | Box office total:                   | Box office total:            | Box office total: | Box office total:        | $13,586,897,001 | —             |

### Майбутні
- Дюна: Частина Друга (2023)
- Ґодзілла проти Конга 2 (2024)
- Токсичний месник (TBA)